# Házasodik az uram
A Házasodik az uram! 1913-ban bemutatott magyar némafilm, Korcsmáros Nándor ún. kinema-szkeccse. A filmet Kertész Mihály rendezte, a zenéjét Nádor Mihály szerezte, a verseket Hervay Frigyes írta, az operatőr Bécsi József volt.

## Ismertető
Budán és Pesten játszódik a történet, melynek főszereplője Zsemle István szatócs, fűszeres, s egyben az egyik legnagyobb papucsférj Budán. Felesége, Katalin zsarnokként viselkedik. Zsemle úr beleszeret szomszédasszonyába, az özvegy Merengőnébe.

## Szereplők
- Mály Gerő – Zsemle István budai fűszeres
- Marosi Adél – Katalin, Zsemle István felesége
- Hajnóczy Lili – özv. Merengőné
- Szőreghy Gyula – Jávorka, kishivatalnok
- Gellért Lajos – Grünhut, házügynök
- Sándor József – törvényszéki díjnok
- Sáfrány Vilmos – törvényszéki díjnok